# Macrophya punctumalbum
Macrophya punctumalbum is een vliesvleugelig insect uit de familie van de bladwespen (Tenthredinidae). De wetenschappelijke naam is gepubliceerd in 1767 door Linnaeus.